# 朝鲜堇菜
朝鲜堇菜（学名：Viola albida）是堇菜科堇菜属的植物。分布于朝鲜、日本以及中国大陆的辽宁等地，生长于海拔300米至800米的地区，常生于山地夏绿阔叶林及灌丛下含腐殖质的土壤上，目前尚未由人工引种栽培。